# Рух за права чоловіків

Символ руху за права чоловіків.

Рух за права чоловіків (англ. The Men's rights movement (MRM)) — соціальний рух, учасники якого вважають, що в сучасному суспільстві чоловіки часто зазнають дискримінації в багатьох сферах життя, і прагнуть рівного ставлення до них.  
Рух за права чоловіків складається з різноманітних груп чи окремих осіб, які зосереджені на численних соціальних питаннях (сімейного права, права впливати на народження, опікунства та виховання дітей після розлучення, домашнє насильство, демонізація чоловіків, тощо) і державних питань (включаючи освіту, обов'язкова військова служба, соціальний захист, а також щодо політики в галузі охорони здоров'я), про що захисники прав чоловіків говорять в контексті дискримінації по відношенню до чоловіків.
Деякі прихильники фемінізму вважають, що рух виник як реакція на фемінізм. На їхню думку, активісти, що виступають за права чоловіків відкидають або повертають претензії з боку феміністок, щодо того, що чоловіки мають більшу владу, привілеї чи переваги, ніж жінки, і стверджують, що сучасний фемінізм зайшов занадто далеко і завдає шкоди правам чоловіків. Більшість активістів руху за права чоловіків не згодні, що вони виступають за традиційні цінності, або гендерні ролі, а навпаки — вважають, що виступають за гендерну рівність і рівні права та обов'язки між чоловіками і жінками. Також більшість активістів руху вважає, що їхні дії не мізогінні, а медіа їх демонізують та виставляють як жінконенависників.

## Історія

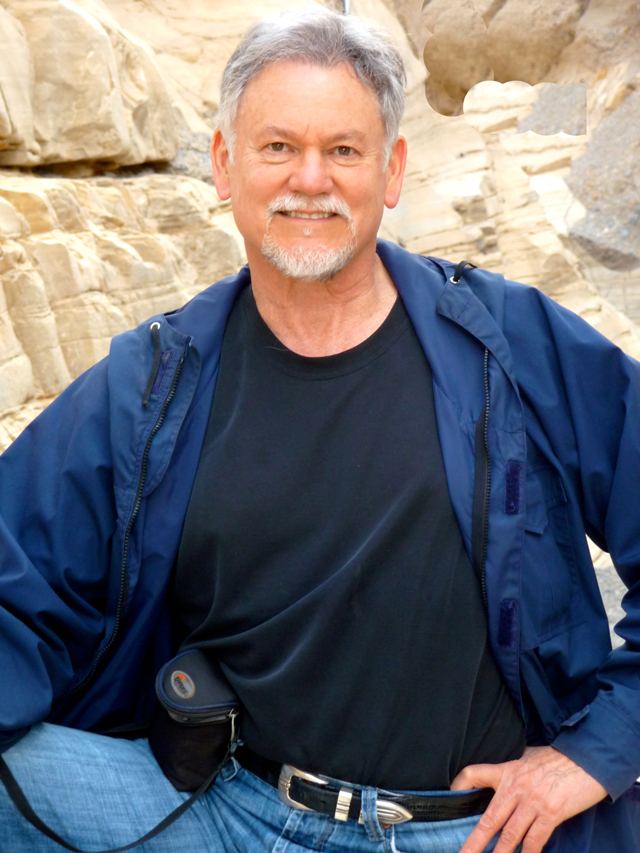
Автор Воррен Фаррелл.

Сучасний «Рух за Права Чоловіків» виник з «Чоловічого визвольного руху», що виник в першій половині 1970-х років, коли дослідники почали вивчати феміністські ідеї та політику. Чоловічий визвольний рух визнав інституційну владу чоловіків, критично досліджуючи наслідки гегемонічної маскулінності. Наприкінці 70-х років «Чоловічий визвольний рух» розпався на дві окремі гілки з протилежними поглядами: профеміністський чоловічий рух та антифеміністський рух за права чоловіків. Правозахисні активісти відкидають деякі феміністські принципи і зосереджують увагу на сферах, в яких вони вважають чоловіків незахищеними, пригнобленими або дискримінованими. Майкл Кіммель, дослідник маскулінознавства, зазначає, що критика гендерних ролей від прихильників «перетворилася на прийняття майже всіх нормативних маскулінних речей, і є майже пристрастю до традиційної чоловічої ролі». У 80-х і 90-х роках деякі активісти правозахисту протистояли суспільним змінам, які прагнули феміністки, і захищали звичний (патріархальний) порядок у родині, школах та на робочому місці. Також, певна частина правозахисників чоловіків розглядають чоловіків як пригноблену групу і вважають, що суспільство і чоловіки були «фемінізовані» жіночим рухом. Яскравими натхненниками та інтелектуальними представниками «Руху за Права Чоловіків» є Герб Ґолдберг та Воррен Фаррелл, які «стверджують, що для більшості чоловіків влада є ілюзією, та жінки є справжніми тримачами влади в суспільстві через свої ролі, як первинних опікунів та вихователів дітей».
Одним з перших великих правозахисних організацій була «Коаліція реформування американських елементів при розлученнях розлучень» (англ. «Coalition of American Divorce Reform Elements»), заснована Річардом Дойлом у 1971 році, з якої 1973 року була створена «Асоціація прав чоловіків» (англ. «Men's Rights Association»). [14] [23] «Free Men Inc.» була заснована в 1977 році в Колумбія, штат Меріленд, в наступні роки породила кілька відокремлених організацій, які згодом злилися, щоб сформувати «Національну коаліцію вільних чоловіків» (англ. «National Coalition of Free Men»), нині відома як «Національна коаліція для чоловіків» (англ. «National Coalition for Men»). Організація «Men's Rights, Inc.» також починала свою діяльність в тому ж 1977 році. «Батьки та сім'ї» (англ. «Fathers and Families»), що бере участь у законотворенні питання розширення прав чоловіків у сім'ях, була створена в 1994 році.
Декілька відомих жінок стали провідними голосами цього руху, зокрема Хелен Сміт, Крістіна Гофф Соммерс та Ерін Піззей.
З розвитком інтернету «Рух за права чоловіків» став більш озвученим та більш організованим, виникло таке поняття як маносфера, вебсайти та форуми, що стосуються чоловіків, поширюються в Інтернеті.
В Україні головною організацією, що бореться та виступає за права батьків-чоловіків є ГО «Батько має право», яку заснували та очолили Олександр Швець та адвокат Тетяна Горяна. Як вони себе позиціонують — «Організацію створено з метою об'єднання потужного батьківського руху та повної зміни системи опіки над дітьми, для подальших розробок рекомендацій та удосконалення державної системи опіки над дітьми, та перезапуску її, знищення застарілих практик радянської системи».

## Висвітлення
В 2016 році американська режисерка, акторка, феміністка Кессі Джей зафільмувала документальний фільм «Червона пігулка», в якому вона показала раніше приховувані (через непопулярність чи пряме замовчування в ЗМІ) для масового глядача інтерв'ю з активістами і розкриває справжні ідеї руху за права чоловіків.

## Проблеми, що піднімаються

### Соціальні стереотипи
В сучасному світі більшість стереотипів вимагають від чоловіка бути зобов'язаним щодо сімейних стосунків, без права мати свою точку зору. Зазвичай чоловіки піддаються односторонньому моральному засудженню, без врахування їх точки зору. Це викликає соціальні та психологічні проблеми. Автоматичне звинувачення, в першу чергу, чоловіка у злочині. Засудження чоловіків за прояв емоцій та «слабкості».

### Права батьків
При розлученні, якщо виникає судова тяжба, і виникає питання з ким залишається дитина після розлучення — то суди майже автоматично залишають це право, як привілей жінок. В Україні ГО «Батько має право» досягла прийняття постанови Верховного Суду України, який зазначив: «При розгляді справ щодо місця проживання дитини суди насамперед мають виходити з інтересів самої дитини, враховуючи при цьому сталі соціальні зв'язки, місце навчання, психологічний стан тощо». Постанова від 17 жовтня 2018 року.

### Державні органи
В деяких країнах існують міністерства та державні органи, що опікуються правами жінок і зовсім відсутні такі органи щодо прав чоловіків. Наприклад, за державні кошти відкриваються центри допомоги жертвам домашнього насильства, абсолютна більшість з яких взагалі не допомагають чоловікам, при тому що одна третя з жертв домашнього насильства — чоловіки.

### Соціальний захист
Пенсійний вік чоловіків зазвичай вищий за жіночий пенсійний вік, при тому що середня тривалість життя у чоловіків, значною мірою через погані умови життя, менша на 8-10 років, залежно від країни.

### Служба в армії
У більшості країн обов'язок проходити обов'язкову військову службу визначається виключно для чоловіків. За даними ООН за 2017 рік 99,87 % загиблих українських військових у війні на Донбасі — чоловіки, і тільки 0,13 % — жінки.

### Правоохоронна система
На законодавчому рівні, незважаючи на рівні можливості за однаковий злочин чоловіки можуть отримати більш жорстке покарання, тоді, як щодо жінок суди часто йдуть на пом'якшувальні або виправдальні вироки.

### Демонізація чоловіків у медіа
У соціальних рекламних роликах, що виробляються за гроші всіх платників податків, зазвичай демонізують чоловіків. Наприклад, у соціальній рекламі проти домашнього насильства, агресором показують чоловіка, а жінку — завжди жертвою. Але третина жертв домашнього насильства — чоловіки.

### Обрізання
У багатьох країнах є законним обрізання немовлят навіть без медичної необхідності, що порушує їх права на контроль над своїми тілами.

### Сім'я

#### Прийняття батьківства
Правозахисники чоловіків у сімейних стосунках, в розрізі юрисприденції, прагнуть розширити права непідготовлених батьків у разі усиновлення їх дитини. Воррен Фаррелл стверджує, що, не повідомивши батька про вагітність, майбутня матір самочинно позбавляє усиновлену дитину відносин з біологічним батьком. Він пропонує, щоб жінки були юридично зобов'язані приймати всілякі зусилля, щоб повідомляти батька про вагітність протягом чотирьох-п'яти днів. У відповідь філософ Джеймс П. Стерба погоджується з тим, що з моральних причин жінка повинна повідомити батька про вагітність і усиновлення, але це не повинно бути накладено як законна вимога, оскільки це може призвести до надмірного тиску, наприклад, до аборту.

#### Розлучення
Прихильники прав чоловіків говорять, що чоловіки свідомо чи несвідомо відмовляються від шлюбу та вступають у, так званий, «шлюбний страйк» внаслідок сприйнятого браку переваг у шлюбі та емоційних та фінансових наслідків розлучення, включаючи аліменти, утримання та підтримку дітей. Правозахисники стверджують, що закони про розлучення та опікунство порушують права чоловіків на рівний захист.

#### Захист дитини
Сімейне право є предметом глибокого занепокоєння серед груп з прав чоловіків. Прихильники прав чоловіків стверджують, що правова система та суди дискримінують чоловіків, особливо щодо опіки над дітьми після розлучення. Вони переконані, що чоловіки не мають однакових прав контакту з дітьми або рівноправних батьківських прав як їх колишні дружини, і використовують статистичні дані стосовно догляду за дітьми як доказ судового упередження щодо чоловіків. Захисники прав чоловіків прагнуть змінити правовий клімат для чоловіків через зміни в сімейному законодавстві, наприклад, шляхом лобіювання законодавчих актів, які забезпечують спільне опіку над домовленостями про дефолт, за винятком тих випадків, коли один з батьків неприйнятний або не бажає батькові. Деякі чоловіки-активісти стверджують, що відсутність контактів з їхніми дітьми робить батьків менш готовими виплачувати допомогу за дитину. Інші посилаються на «Батьківський синдром відчуження» (англ. Parental alienation syndrome (PAS)) як причину надання батькам опіки.

#### Шахрайство з батьківством
Захисники прав чоловіків та права батьків вказують, що існує високий рівень помилкового батьківства або «шахрайства з батьківством», де чоловіки виховують та або фінансують дітей, які не є біологічно рідними.

#### Домашнє насильство
Чоловічі правозахисні групи описують домашнє насильство, вчинене жінками проти чоловіків, як проблему, яка ігнорується або не є повноцінно висвітленою, також частково через те, що чоловіки неохоче зазначають себе жертвами. Вони вказують, що жінки настільки ж або й більш агресивні, ніж чоловіки у сімейних стосунках, і що домашнє насильство є гендерно-симетричним.

## Критика
Претензії та діяльність, пов'язані з рухом за права чоловіків зазнали критики з боку деяких вчених — дослідників ґендеру, які вважають, що чоловіки, як соціальна група пригнічують жінок.
Інші стверджують, що цей рух виник через втрату патріархальних прав і привілеїв чоловіків.
Деякі сектори руху були описані як мізогінними (жінконенависницькими).